# Miconia christophoriana
Miconia christophoriana là một loài thực vật có hoa trong họ Mua. Loài này được (Ham.) DC. mô tả khoa học đầu tiên năm 1828.